# تاکسی!
تاکسی! (انگلیسی: Taxi!) یک فیلم جنایی به کارگردانی روی دل روت است که در سال ۱۹۳۲ منتشر شد. از بازیگران آن می‌توان به جیمز کاگنی، لرتا یونگ، جرج رفت، گای کیبی و نات پندلتن اشاره کرد.